# Revolutionary Road
Revolutionary Road (prt: Revolutionary Road; bra: Foi Apenas um Sonho) é um filme de drama e romance de 2008 dirigido por Sam Mendes. Foi escrito por Justin Haythe e baseado no romance de 1961, de mesmo nome, de Richard Yates. Esta é a segunda colaboração na tela entre Leonardo DiCaprio, Kate Winslet e Kathy Bates, todos anteriormente co-estrelados em Titanic, lançados em 1997. O filme foi bem recebido pelos críticos, As performances de DiCaprio e Winslet renderam a eles um Globo de Ouro de Melhor Ator e um Globo de Ouro de Melhor Atriz, respectivamente, e o filme foi indicado para mais três Globos de Ouro, quatro BAFTAs e três categorias do Oscar 2009, incluindo uma indicação de Melhor Ator Coadjuvante para Michael Shannon.

## Sinopse
Em 1948, Frank Wheeler (DiCaprio) conhece April (Winslet) em uma festa. Ele trabalha no departamento de vendas de uma empresa de máquinas; ela quer ser atriz. Mais tarde, Frank assegura uma posição de vendas na Knox Machines, com a qual seu pai trabalhou por 20 anos, e ele e April se casam. Os Wheelers mudam para a 115 Revolutionary Road, nos subúrbios de Connecticut, quando April fica grávida.
O casal se torna amigo íntimo de sua corretora Helen Givings (Bates) e seu marido Howard Givings (Easton), e da vizinha Milly Campbell (Hahn) e seu marido Shep (Harbour). Para seus amigos, os Wheelers são o casal perfeito, mas seu relacionamento é problemático. April falha em fazer carreira como atriz, enquanto Frank odeia o tédio de seu trabalho. No seu aniversário de 30 anos, Frank convida uma secretária no trabalho para tomar uma bebida com ele em um bar. Ela aceita, fica intoxicada e eles acabam fazendo sexo. Enquanto isso, Helen perguntou a April se eles conheceriam seu filho John (Shannon), que estava em um manicômio. Ela acha que o casal mais jovem pode ajudar o filho com a condição dele. April aceita.
April quer um novo cenário e uma chance de sustentar a família para que Frank possa encontrar sua paixão, então ela sugere que eles se mudem para Paris para começar uma nova vida longe do "vazio sem esperança" de seu estilo de vida repetitivo. Frank hesita com a ideia a princípio, mas fica convencido. Nas próximas semanas, os Wheelers contam a seus vários amigos sobre seus planos de morar em Paris, mas, surpreendentemente, a única pessoa que parece compreender sua decisão é John.
Enquanto o casal se prepara para se mudar, eles são forçados a reconsiderar. Frank é oferecido uma promoção, e April engravida novamente. Quando Frank descobre que ela está pensando em fazer um aborto, ele fica furioso e começa a gritar com April, levando a uma briga séria, na qual April diz que eles tiveram seu segundo filho apenas para provar que o primeiro filho não era um "erro".
No dia seguinte, Frank aceita a promoção e tenta aceitar sua vida sem intercorrências. No final de uma noite em um bar de jazz com o Campbells, Shep e April acabam sozinhos. Ela confia nele sua depressão sobre os planos cancelados de Paris e sua vida em geral, e eles acabam fazendo sexo no carro. Shep professa seu amor de longa data por April, mas ela rejeita seu interesse.
No dia seguinte, Frank confessa ter tido um caso, na esperança de se reconciliar com April. Para sua surpresa, April responde apática e diz que isso não importa, pois o amor dela por ele se foi, o que ele não acredita. Os Givings vêm jantar, e Frank anuncia aos convidados que seus planos mudaram porque April está grávida. John critica duramente Frank por esmagar a esperança de April, bem como sua aceitação de suas circunstâncias. Irritado, Frank quase ataca John, e os Givings saem correndo. Depois, Frank e April têm uma briga verbal severa, após a qual April foge de casa.
Frank passa a noite em um estupor de embriaguez. Na manhã seguinte, ele fica chocado ao encontrar April na cozinha, fazendo o café da manhã com calma, como se nada tivesse acontecido. Frank, sem saber como reagir, come com ela. Antes de sair para o trabalho, ele pergunta a April se ela o odeia. Ela diz a ele, claro que não. April então calmamente sobe as escadas para o banheiro, onde ela—fora da tela—realiza um aborto por aspiração a vácuo em si mesma. Depois, ela descobre que está sangrando e chama uma ambulância. Frank chega ao hospital, perturbado, e é consolado por Shep. April morre no hospital por perda de sangue.
Frank, sentindo uma profunda culpa e agora uma casca vazia de seu antigo eu, se muda para a cidade e começa a vender computadores. Ele passa todo o seu tempo extra com seus filhos. Um novo casal, os Braces, compra a casa e Milly conta a história dos Wheelers para eles. Shep se levanta e sai de casa chorando. Milly segue Shep e pergunta o que está errado. Ele diz a ela que nunca mais quer falar sobre os Wheelers. Milly concorda que eles não precisam.
Helen fala com o marido, anos depois, sobre como os Braces parecem ser o casal mais adequado para a antiga casa dos Wheelers. Quando seu marido menciona os Wheelers, Helen começa a falar sobre por que ela não gostava deles. Enquanto ela continua falando sobre todas as coisas que não gostou, o marido desliga o aparelho auditivo.

## Elenco
- Leonardo DiCaprio como Frank Wheeler
- Kate Winslet como April Wheeler
- Michael Shannon como John Givings, Jr.
- Kathryn Hahn como Milly Campbell
- David Harbour como Shep Campbell
- Kathy Bates como Helen Givings
- Ty Simpkins como Michael Wheeler
- Richard Easton como Howard Givings
- Ryan Simpkins como Jennifer Wheeler
- Dylan Baker como Jack Ordway
- Zoe Kazan como Maureen Grube
- Max Casella como Ed Small
- Jay O. Sanders como Bart Pollock

## Produção

### Desenvolvimento
Depois que o romance de Richard Yates foi publicado em 1961, o diretor John Frankenheimer considerou filmar, mas optou por fazer The Manchurian Candidate. Samuel Goldwyn Jr. manifestou interesse em fazer um filme, mas outros em seu estúdio o convenceram de que não havia perspectivas comerciais. Em 1965, o produtor Albert S. Ruddy comprou os direitos, mas não gostou do final do livro, e queria ocultar a morte de April com "trabalho de câmera complicado". Ele se envolveu na adaptação de O Poderoso Chefão e, cinco anos depois, enquanto escritor residente na Universidade Estadual de Wichita , Yates se ofereceu para adaptar seu trabalho para a tela. Ruddy tinha outros projetos alinhados na época e contestou, eventualmente vendendo os direitos ao ator Patrick O'Neal . O ator adorou o livro e passou o resto de sua vida tentando terminar um roteiro viável. Yates leu o tratamento que O'Neal fez de seu romance e o considerou "godawful", mas O'Neal recusou as repetidas ofertas do escritor de recomprar os direitos. Yates morreu em 1992, O'Neal dois anos depois.
O projeto permaneceu no limbo até 2001, quando Todd Field manifestou interesse em adaptá-lo para a tela. No entanto, quando informados pelo espólio de O'Neal, ele seria obrigado a filmar o roteiro de O'Neal como escrito, Field se afastou do material e optou por fazer Little Children. David Thompson acabou comprando os direitos da BBC Films. Em março de 2007, a BBC Films estabeleceu uma parceria com a DreamWorks, e os direitos de distribuição mundial do filme foram atribuídos à Paramount Pictures, proprietária da DreamWorks. Em 14 de fevereiro de 2008, a Paramount anunciou que a Paramount Vantage estava "assumindo funções de distribuição de Revolutionary Road". A BBC contratou Justin Haythe para escrever o roteiro, porque, segundo o roteirista, ele era "extremamente acessível".
Kate Winslet enviou ao produtor Scott Rudin o roteiro e ele lhe disse que seu então marido, o diretor Sam Mendes, seria perfeito para dirigi-lo. Ela deu o romance de Mendes Yates e disse: "Eu realmente quero fazer esse papel". Ele leu o roteiro de Haythe e depois o livro em rápida sucessão. O primeiro rascunho de Haythe era muito fiel ao romance, usando grandes partes da linguagem de Yates, mas Mendes lhe disse para encontrar maneiras de externalizar o que Frank e April não dizem um ao outro.
Depois que Leonardo DiCaprio concordou em fazer o filme, ele entrou quase imediatamente em produção. DiCaprio disse que via seu personagem como "não heróico" e "levemente covarde" e que estava "disposto a ser apenas um produto de seu ambiente". DiCaprio se preparou para o papel assistindo a vários documentários sobre os anos 50 e a origem dos subúrbios. Ele disse que o filme não era para ser um romance e que ele e Winslet evitavam intencionalmente filmes que os mostravam em papéis românticos desde  Titanic. Tanto DiCaprio quanto Winslet relutavam em fazer filmes semelhantes ao Titanic porque "nós sabíamos que seria um erro fundamental tentar repetir qualquer um desses temas". Para se preparar para o papel, Winslet leu The Feminine Mystique de Betty Friedan.
Mendes fez o elenco ensaiar por três semanas e meia antes da filmagem principal e filmou tudo em sequência e no local. O ator Michael Shannon disse que não achava que no set do filme houvesse estrelas, mas "um grupo de pessoas unidas por uma paixão pelo material e querendo honrar o livro". Ele disse que Winslet e DiCaprio só conseguiram um desempenho tão bom como um casal, porque eles desenvolveram uma amizade desde o seu trabalho no Titanic. Para Shannon, era mais importante se preparar para o momento em que ele entrou no set do que se preocupar com as estrelas de cinema com as quais estava trabalhando. Nas cenas de luta entre ele e Winslet, DiCaprio disse: "Muito do que acontece entre Frank e April neste filme é o que não foi dito. Eu realmente achei uma verdadeira alegria fazer essas cenas de luta porque, finalmente, essas pessoas estavam deixando um ao outro tê-lo". As filmagens foram tão emocional e fisicamente exaustivas para DiCaprio que ele adiou seu próximo filme por dois meses.
Mendes queria criar uma dinâmica claustrofóbica e fotografou todos os interiores das casas Wheeler em uma casa real em Darien, Connecticut. DiCaprio lembra: "Foram muitos meses nesta casa e não havia como escapar do ambiente. Acho que isso contribuiu para as performances". Eles não podiam filmar em uma casa de época exata porque teria sido pequeno demais para filmar dentro. A diretora de arte Kristi Zea é responsável pelas "imagens icônicas e nostálgicas da pitoresca Americana", embora ela diga que isso era "absolutamente a antítese do que queríamos fazer". Zea escolheu para o set de móveis de filme que "a classe média americana estaria comprando na época".
Durante a fase de pós-produção, Mendes cortou 18 cenas ou 20 minutos para alcançar uma versão menos literal que ele considerava mais no espírito do romance de Yates.

## Lançamento
O filme estreou em Los Angeles em 15 de dezembro de 2008, seguido por um lançamento limitado nos EUA em 26 de dezembro de 2008 e um amplo lançamento nos EUA em 23 de janeiro de 2009. Na maioria dos outros países, foi lançado entre 15 e 30 de janeiro de 2009.
Revolutionary Road teve um lançamento limitado nos Estados Unidos em três cinemas em 26 de dezembro de 2008 e um amplo lançamento em 1,058 cinemas em 23 de janeiro de 2009. Revolutionary Road faturou US$22,9 milhões nas bilheterias domésticas e US$52,3 milhões internacionalmente para um total mundial de US$75,2 milhões.

### Recepção crítica
Revolutionary Road recebeu críticas geralmente positivas dos críticos, especialmente por seu figurino, design de produção e pelas performances de Michael Shannon e Kate Winslet.
Kenneth Turan, do Los Angeles Times, disse:
| “ | É preciso a habilidade das estrelas Kate Winslet e Leonardo DiCaprio e o diretor Sam Mendes para levar esse filme a um lugar em que ele nos envolva e nos comove - o que finalmente acontece - mas é quase uma coisa ... o roteiro de Justin Haythe faz muitas coisas boas , mas não pode escapar da linguagem do tempo ... e isso, por sua vez, faz com que as preocupações do filme pareçam inicialmente antiquadas e obsoletas ... Incentivado pela direção artística de Mendes, seu dom de suscitar naturalidade, o núcleo de este filme finalmente nos chama hoje, nos faz ver que a noção de personagens lutando com a vida, com o desespero de trair seus melhores eus por causa do que a sociedade vai ou não permitir, é tão emocionante e relevante agora como sempre foi . Ou sempre será. | ” |

Roger Ebert escrevendo para o jornal Chicago Sun Times deu à Revolutionary Road quatro estrelas em quatro, elogiando a atuação e o roteiro e chamando o filme "é tão bom que é devastador". Ele disse que Winslet e DiCaprio "são tão bons que deixam de ser atores e se tornam as pessoas com quem eu cresci". O Los Angeles Times elogiou o filme dizendo que "Encorajados pela direção artística de Mendes, seu dom de obter naturalidade, o cerne do filme finalmente nos chama hoje, nos faz ver que a noção de personagens lutando com a vida, com o desespero de trair o melhor de si por causa do que a sociedade desejará. ou não permitirá, é tão emocionante e relevante agora como sempre foi. Ou sempre será"
Todd McCarthy, da Variety, chamou o filme de "fiel, inteligente, de ação admiravelmente, filmado de maneira soberba" e acrescentou: "Ele também oferece um estudo de caso quase perfeito das maneiras pelas quais o filme é incapaz de capturar certas qualidades literárias cruciais; neste caso, o muitas coisas que elevam o livro de um estudo meramente perspicaz de um casamento deteriorado para um notável... Mesmo quando a temperatura dramática é elevada demais, os fundamentos da imagem parecem apenas parcialmente presentes, a ponto de suspeitarmos que seu alcance dramático pode ser praticamente inatingível—talvez acessível apenas por Pinter no auge". McCarthy posteriormente qualificou significativamente sua crítica, chamando Revolutionary Road de "problemática" e que "tem alguns problemas que simplesmente não desaparecem". Ele conclui que Revolutionary Road sofre em comparação com The Apartment, de Billy Wilder, e Strangers When We Meet, de Richard Wilder, por causa de sua "visão estreita", argumentando mesmo que a série Mad Men lida com questões de conformidade e frustração e hipocrisia "com mais atenção e precisão".
David Ansen, da Newsweek, disse que o filme "é exuberante, impecavelmente montado—talvez exagerado. Mendes, um excelente diretor de teatro, tem um estilo teatral inato: tudo sai da tela um pouco maior e mais ousado que a vida, mas o efeito é melhor. do que intensificar as emoções, chama a atenção para si. Em vez de me perder na história, muitas vezes me senti do lado de fora, apreciando o artesanato, mas a um passo da agonia em exibição. Revolutionary Road é impressionante, mas parece que um clássico envolto em âmbar".
Owen Gleiberman da Entertainment Weekly classificou o filme como B+ e comentou:
| “ | O filme é ricamente sombrio—alguns podem dizer muito sombrio—mas eu sugiro que ele tenha uma limitação diferente: apesar de toda a sua discórdia doméstica, há algo de remoto e estético nele. April leva um poço particular de conflito à sua prisão de classe média, mas Winslet é tão meticuloso em seu desespero telegráfico que ela nos intriga, nos emociona, mas nunca toca completamente nossos nervos desprotegidos. | ” |

Kirk Honeycutt, do The Hollywood Reporter, chamou o filme de "uma crítica didática e emocionalmente exagerada dos subúrbios sem alma" e acrescentou: ""Revolutionary Road é, essencialmente, uma repetição para Mendes de Beleza Americana... Mais uma vez, os subúrbios são bem estofados pesadelos e seus habitantes sem noção - com exceção de um homem distante. Claramente, esse ambiente atrai as sensibilidades dramáticas desse diretor treinado em teatro.Tudo é audaciosamente indicado para o público, desde estilos de interpretação de arco até piscadela, aceno de cabeça de seu design De fato, seus atores interpretam o subtexto com tanta fúria que o texto praticamente desaparece. Sutileza não é um dos pontos fortes de Mendes ".
Rex Reed, do The New York Observer, chamou o filme de "uma autópsia impecável, momento a momento, de um casamento nas rochas e uma acusação de que o sonho americano azedou" e "um trabalho profundo, inteligente e profundamente sincero que eleva a fasquia. de cinema a emocionante ".
Peter Travers, da Rolling Stone, chamou o filme de "cru e fascinante" e comentou: "Dirigido com habilidade extraordinária por Sam Mendes, que aquece o calafrio no roteiro fiel de Yates por Justin Haythe, o filme é um caminho difícil que vale a pena percorrer. DiCaprio está em plena forma, trazendo camadas de emoção enterrada a um homem derrotado. E o glorioso Winslet define o que torna uma atriz um grande compromisso ardente com um personagem e o alcance para fazer sentir todas as nuances ".
Mick LaSalle, do San Francisco Chronicle, votou no filme como o melhor de 2008. Ele comentou: "Finalmente, este é um filme que pode e deve ser visto mais de uma vez. Assista uma vez através dos olhos dela. Assista novamente através dos olhos dele. Funciona nos dois sentidos. Funciona em todos os sentidos. Este é um ótimo filme americano".
No agregador de críticas Rotten Tomatoes, o filme tem uma taxa de aprovação de 67% com base em 211 críticas, com uma pontuação média de 6,65/10. O consenso crítico do site diz: "Brilhantemente agido e emocionalmente poderoso, Revolutionary Road é uma bela adaptação do célebre romance de Richard Yates". Em Metacritic, o filme tem uma pontuação média ponderada de 69 em 100 com base em 38 críticos, indicando "críticas geralmente favoráveis".
Os sites Brasileiro Adoro Cinema e Omelete também elogiaram o filme, o primeiro deu 4,0/5,0 estrelas e elogiou principalmente as atuações e o Omelete também deu 4,0/5,0 e elogiou os diálogos

### Lista de melhores do ano
O filme apareceu nas dez melhores listas de críticos dos melhores filmes de 2008.
- 1st – Mick LaSalle, San Francisco Chronicle
- 2nd – Rex Reed, New York Observer
- 6th – Joe Neumaier, New York Daily News
- 6th – Peter Travers, Rolling Stone
- 7th – Lou Lumenick, New York Post
- 8th – James Berardinelli, ReelViews
- 9th – David Denby, The New Yorker
- Roger Ebert, Chicago Sun-Times (Ebert deu uma lista dos 20 melhores em ordem alfabética)

## Premiações
| List of awards and nominations                         | List of awards and nominations                       | List of awards and nominations                                                                                        | List of awards and nominations |
| Prêmios                                                | Categoria                                            | Destinatários | Resultado                      |
| ------------------------------------------------------ | ---------------------------------------------------- | --- | ------------------------------ |
| Oscar 2009                                             | Melhor Ator Coadjuvante                              | Michael Shannon | Indicado                       |
| Oscar 2009                                             | Melhor Direção de Arte                               | Debra Schutt e Kristi Zea                                                                                             | Indicado                       |
| Oscar 2009                                             | Melhor Figurino                                      | Albert Wolsky | Indicado                       |
| British Academy Film Awards                            | Melhor Atriz                                         | Kate Winslet | Indicado                       |
| British Academy Film Awards                            | Melhor Figurino                                      | Albert Wolsky | Indicado                       |
| British Academy Film Awards                            | Melhor Direção de Arte                               | Debra Schutt and Kristi Zea                                                                                           | Indicado                       |
| British Academy Film Awards                            | Melhor Roteiro Adaptado                              | Justin Haythe | Indicado                       |
| Chicago Film Critics Association Awards                | Melhor Ator Coadjuvante                              | Michael Shannon | Indicado                       |
| Costume Designers Guild Awards 2008                    | Melhor Figurino - Filme de Época                     | Albert Wolsky | Indicado                       |
| Dallas–Fort Worth Film Critics Association Awards 2008 | Melhor Atriz                                         | Kate Winslet | 5º Lugar                       |
| Detroit Film Critics Society 2009                      | Melhor Ator                                          | Leonardo DiCaprio | Indicado                       |
| Detroit Film Critics Society 2009                      | Melhor Atriz                                         | Kate Winslet | Venceu                         |
| Detroit Film Critics Society 2009                      | Melhor Ator Coadjuvante                              | Michael Shannon | Indicado                       |
| Detroit Film Critics Society 2009                      | Melhor Elenco                                        | | Indicado                       |
| Prêmios Globo de Ouro de 2009                          | Melhor Filme - Drama                                 | | Indicado                       |
| Prêmios Globo de Ouro de 2009                          | Melhor Ator - Drama                                  | Leonardo DiCaprio | Indicado                       |
| Prêmios Globo de Ouro de 2009                          | Melhor Atriz – Drama                                 | Kate Winslet | Venceu                         |
| Prêmios Globo de Ouro de 2009                          | Melhor Diretor - Filme                               | Sam Mendes | Indicado                       |
| Houston Film Critics Society Awards 2008               | Melhor Ator                                          | Leonardo DiCaprio | Indicado                       |
| Houston Film Critics Society Awards 2008               | Melhor Atriz                                         | Kate Winslet | Indicado                       |
| Houston Film Critics Society Awards 2008               | Melhor Cinematografia                                | Roger Deakins | Indicado                       |
| Houston Film Critics Society Awards 2008               | Melhor Trilha Sonora Original                        | Thomas Newman | Indicado                       |
| London Film Critics Circle Awards 2008                 | Atriz do Ano                                         | Kate Winslet (também para The Reader)                                                                                 | Venceu                         |
| 2008 New York Film Critics Circle Awards               | Melhor atriz                                         | Kate Winslet | 3º Lugar                       |
| Online Film Critics Society Awards 2008                | Melhor atriz                                         | Kate Winslet | Indicado                       |
| Online Film Critics Society Awards 2008                | Melhor Ator Coadjuvante                              | Michael Shannon | Indicado                       |
| Palm Springs International Film Festival 2009          | Elenco conjunto                                      | Leonardo DiCaprio, Kate Winslet, Michael Shannon, Kathryn Hahn, David Harbour, Kathy Bates, Dylan Baker and Zoe Kazan | Indicado                       |
| Satellite Awards                                       | Melhor Filme - Drama                                 | | Indicado                       |
| Satellite Awards                                       | Melhor Ator - Drama                                  | Leonardo DiCaprio | Indicado                       |
| Satellite Awards                                       | Melhor Ator Coadjuvante                              | Michael Shannon | Venceu                         |
| Satellite Awards                                       | Melhor Roteiro Adaptado                              | Justin Haythe | Indicado                       |
| Satellite Awards                                       | Melhor Direção de Arte e Design de Produção          | Kristi Zea, Teresa Carriker-Thayer, John Kasarda e Nicholas Lundy                                                     | Indicado                       |
| Prémios Screen Actors Guild 2009                       | Excelente desempenho de uma atriz no papel principal | Kate Winslet | Indicado                       |
| St. Louis Gateway Film Critics Association Awards 2008 | Melhor Ator                                          | Leonardo DiCaprio | Indicado                       |
| St. Louis Gateway Film Critics Association Awards 2008 | Melhor atriz                                         | Kate Winslet (também para The Reader)                                                                                 | Venceu                         |
| St. Louis Gateway Film Critics Association Awards 2008 | Melhor Ator Coadjuvante                              | Michael Shannon | Indicado                       |
| St. Louis Gateway Film Critics Association Awards 2008 | Melhor Cinematografia                                | Roger Deakins | Indicado                       |
| Vancouver Film Critics Circle Awards 2008              | Melhor atriz                                         | Kate Winslet (também para The Reader)                                                                                 | Venceu                         |